# Карлов, Иван Ефимович
Иван Ефимович Карлов — советский хозяйственный, государственный и политический деятель, Герой Социалистического Труда.

## Биография
Родился в 1928 году на территории бывшего Георгиевского поселкового совета Успенского района Донецкой области Украинской ССР. Член КПСС.
С 1943 года — на хозяйственной, общественной и политической работе. В 1943—1988 гг. — прицепщик, механизатор, тракторист, комбайнер, звеньевой, руководитель школы комбайнёров совхоза имени Щорса Лутугинского района Ворошиловградской области Украинской ССР.
Указом Президиума Верховного Совета СССР от 8 декабря 1973 года за большие успехи, достигнутые во Всесоюзном социалистическом соревновании, и проявленную трудовую доблесть в выполнении принятых обязательств по увеличению производства и продажи государству зерна, сахарной свёклы, масличных культур и других продуктов земледелия в 1973 году, присвоено звание Героя Социалистического Труда с вручением ордена Ленина и золотой медали «Серп и Молот».
За большой личный вклад в дело увеличения производства и улучшения качества с/х продукции был в составе коллектива удостоен Государственной премии СССР 1983 года.
Жил в Лутугинском районе Луганской области.